# 행성

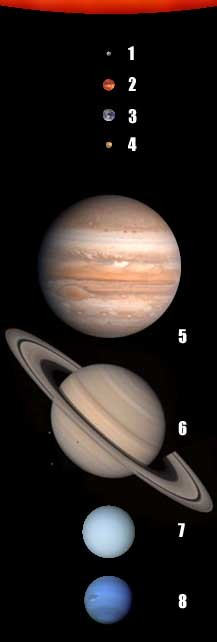
태양계를 구성하는 8개의 행성. 번호는 태양에서 가까운 순서대로 붙여져 있다.

행성(行星, 영어: planet) 또는 혹성(惑星), 떠돌이별은 우주에서 항성의 둘레를 도는 천체의 한 부류이다. 지동설을 근간으로 하는 근대 천문학이 확립되기 이전 시대에 제자리에서 관찰되는 항성과 달리 불규칙하게 떠돌아다는 별이란 뜻으로 행성이란 이름이 붙여졌다. 항성주변을 규칙적으로 운동한다는 뜻으로 행성이란 이름이 주어진 것이 아님에 주의해야한다. 대체로 갈색 왜성보다는 작지만, 지름이 수천 킬로미터 이상의 천체를 행성이라 부른다. 20세기 이전에는 태양계 안에 있는 행성만이 알려져 있었지만, 태양계 밖의 행성도 관측이 가능해짐에 따라 2012년 기준으로 적어도 200개 이상의 외계 행성이 알려져 있다.
일반적으로 행성은, 어떤 항성의 기원이 되는 성운이 붕괴하였을 때 원시성 둘레를 돌게 된 기체와 먼지가 모여 생겨난 것으로 알려져 있다.

## 태양계의 행성
한국어, 중국어, 일본어에서 모든 태양계 행성의 이름은 별을 뜻하는 한자 별 성(星) 앞에, 고대 사람들이 그 행성의 속성이라고 믿었던 말이나 서양의 행성 이름을 번역한 말을 덧붙여서 되어 있다. 지구는 그렇지 않은데, 그 이유는 행성 이름을 지을 때 우리가 사는 지구를 중심으로 하여 행성들의 이름을 지었기 때문이다. 거의 모든 서양 언어에서는 그리스 신화에 등장하는 신의 이름을 따서 행성을 명명했다. 예를 들어, 토성을 뜻하는 단어 'Saturn'은 농업의 신 사투르누스(Saturnus)의 이름에서 따 왔다. 옛날에는 천동설을 믿었고, 태양과 달도 행성으로 믿었기 때문에 태양, 달, 화성, 수성, 목성, 금성, 토성의 이름을 빌려 일요일, 월요일, 화요일, 수요일, 목요일, 금요일, 토요일이 만들어졌다.
태양계 안의 행성은 물리적 특성에 따라 지구형 행성과 목성형 행성으로 분류된다. 이 기준을 적용하면 지구형 행성은 수성, 금성, 지구, 화성이고, 목성형 행성은 목성, 토성, 천왕성, 해왕성이다. 또한 지구를 기준으로 궤도가 안쪽이면 내행성, 바깥쪽이면 외행성이라 부르기도 한다. 수소와 헬륨으로 이루어진 목성과 토성은 거대 가스 행성(Gas giants)라고 부르며 천왕성과 해왕성은 거대 얼음 행성이라고 부른다.

### 정의
행성의 정의는 시대에 따라 계속 변해 왔다. 천문학이 발전하고, 특히 지동설이 받아들여지면서 태양과 달은 태양계의 행성에서 제외되었고 (그 이후에도 일요일과 월요일은 계속 있다), 그 이후인 20세기에는 태양계에 훨씬 다양한 천체가 존재한다는 것이 밝혀지면서 행성의 확실한 정의에 논란이 있었다. 2006년 국제천문연맹은 총회에서 행성을 “별 주위를 돌고, 구형을 유지할 만한 크기와 중력을 가졌지만, 위성이 아닌 천체”라는 새로운 정의를 초안으로 내세웠다. 이 초안에 따르면, 명왕성이 행성으로 유지되고, 케레스, 카론, 에리스(당시 이름은 “2003 UB313”)가 태양계의 행성에 추가되어, 총 12개의 행성이 될 예정이었다. 그러나 많은 반발이 잇따랐으며, 8월 24일 태양계 안에 있는 천체에 국한하여 행성을 다음과 같이 정의하였다. 같은 날 명왕성이 행성에서 제외되었다.
1. 항성 주위를 돈다. ("A celestial body that (a) is in orbit around the Sun, ") 또 정해진 궤도를 돈다.
2. 충분한 질량을 가져서, 정역학적 평형을 유지할 수 있는 구형에 가까운 형태를 가지고 있다. ("(b) has sufficient mass for its self-gravity to overcome rigid body forces so that it assumes a hydrostatic equilibrium (nearly round) shape, ")
3. 궤도 주변의 다른 천체로부터 지배권이 있어야한다. ("and (c) has cleared the neighbourhood around its orbit.")

이 요건을 모두 만족하는 태양계의 행성은 모두 여덟 개이다. 그리고 앞의 두 개는 만족하지만 마지막 조건을 만족하지 않으면서, 위성이 아닌 천체는 왜행성으로 정의했다. 사실 8개 행성뿐만 아니라 34개의 해왕성 바깥 천체인 왜행성 후보들도 3번 조건을 만족한다. 왜냐하면 해당 천체들은 장주기 혜성에 영향을 미치기 때문이다. 그러면 42개의 행성이 된다.

### 물리학적 수치
| 번호 | 이름   | 공전 궤도 짧은반지름 (106km) | 공전 궤도 긴반지름 (106km) | 지름 (km)  | 지름 (지구 기준) | 질량 (kg)    | 위성 개수 | 고리 |
| ---- | ------ | ---------------------------- | -------------------------- | ---------- | ---------------- | ------------ | --------- | ---- |
| 1    | 수성   | 45.9                         | 69.7                       | 4,879.40   | 0.3825           | 3.302 ×1023  | 0         | 없음 |
| 2    | 금성   | 107.4                        | 109                        | 12,103.70  | 0.9488           | 4.8690 ×1024 | 0         | 없음 |
| 3    | 지구   | 147.1                        | 152.1                      | 12,756.27  | 1.000            | 5.9742 ×1024 | 1         | 없음 |
| 4    | 화성   | 206.7                        | 249.1                      | 6,804.90   | 0.53226          | 6.4191 ×1023 | 2         | 없음 |
| 5    | 목성   | 740.9                        | 815.7                      | 142,984.36 | 11.209           | 1.8987 ×1027 | 79        | 있음 |
| 6    | 토성   | 1,347                        | 1,507                      | 120,536.28 | 9.449            | 5.6851 ×1026 | 63        | 있음 |
| 7    | 천왕성 | 2,735                        | 3,004                      | 51,118.50  | 4.007            | 8.6849 ×1025 | 27        | 있음 |
| 8    | 해왕성 | 4,456                        | 4,537                      | 49,528.72  | 3.883            | 1.0244 ×1026 | 14        | 있음 |

### 한국어 이름
수성, 금성, 화성, 목성, 토성은 고대 동양에서도 쉽게 관측되었다. 다른 별 사이를 움직여 다니는 다섯 별을 본 고대 동양인은 이 별들에게 음양 오행설에서 따온 “화(불), 수(물), 목(나무), 금(쇠), 토(흙)”이라는 특성을 부여했다. 이들은 화성, 수성, 목성, 금성, 토성으로서 현재 한국에서 사용하는 행성의 명칭이 되었으며, 구한말 이전에는 歲星(세성=목성), 熒惑(형혹=화성), 鎭星 또는 塡星(진성=토성), 太白(태백=금성), 辰星(진성=수성)으로도 불리고 기록되었다.
고대 동양의 관측 기술로는 천왕성, 해왕성, 명왕성을 발견하지 못했다. 일본에서는 서양의 천문학을 받아들이면서 이 세 행성의 이름을 자국어로 옮길 때 우라노스가 하늘의 신이므로 천왕(天王)이라는 한자어를, 포세이돈이 바다의 신이므로 해왕(海王)이라는 한자어를, 하데스가 명계(冥界)의 신이므로 명왕(冥王)이라는 한자어를 만들어 붙였고, 한국에서는 이를 그대로 받아들여 사용하였다. 수소와 헬륨으로 이루어진 목성과 토성은 거대 가스 행성(Gas giants)라고 부르며 천왕성과 해왕성은 거대 얼음 행성이라고 부른다.

### 다른 천체
최근 천체 90377 세드나가 태양으로부터 90AU 거리(태양과 명왕성 거리의 약 3배)에서 태양을 공전하고 있음이 확인되었다. 이누이트 신화에 나오는 바다의 여신 이름을 딴 세드나는 직경 1180~2360킬로미터인 천체다. 몇몇 언론은 이미 세드나를 열째 행성으로 보도했지만, 천문학자들이 일반적으로 인정하는 사실은 아니다. 명왕성과 비슷한 질량과 궤도를 가진 90482 오르쿠스도 행성으로 인정될 가능성이 있고, 다른 후보로는 50000 콰오아나 20000 바루나 등이 언급되곤 한다. 그 후 에리스가 발견되어 명왕성보다 더큰것으로 확인되어 행성으로 인정될뻔하다가 2006년 IAU총회에서 정해진 행성의 정의에 따라 왜행성이 되었다. 하지만 IAU가 세드나는 왜행성으로 아직 공식적으로 인정하지 않는등 문제가 있으며 2009년 총회에서 다시 기준이 바뀔수도 있다.
행성 X(추측컨대 명왕성 바깥쪽 궤도에 있다)나 벌컨(수성 안쪽 궤도에 있는 것으로 추정되었음)을 비롯해, 천문학적인 필요에 따라 '가정된' 행성들을 찾기 위한 집요한 노력이 천문학 역사에 여러 번 있었지만, 아무것도 발견되지 않았다.
한편 상대성이론에 의해 이 천체는 없는 것이 밝혀졌다.

## 태양계 밖의 행성

### 외계 행성
1988년 발견된 세페우스자리 감마 Ab 이후로 태양이 아닌 다른 항성을 공전하는 많은 외계 행성들이 발견되어 왔다. 2008년 8월까지 296개의 외계 행성들이 발견되었다.

### 성간 행성
(성간 행성)떠돌이 행성(Rogue planet)은 행성과 유사한 질량을 지니고 있으나, 어떤 항성의 중력에도 속박되어 있지 않아서 우주 공간을 독립하여 움직여 다니는 행성급 천체를 일컫는 단어이다. 여러 천문학자들이 떠돌이 행성으로 의심되는 후보(예:오리온자리 S 70)를 발견했지만 확실하게 검증된 존재는 아직 없다.
일부 천문학자들은 떠돌이 행성은 원래 항성 주위를 돌다가 어떤 이유로 항성의 중력에서 도망치게 된 천체라고 생각한다. 그러나 나머지 천문학자들은 행성이란 확인된 자료에 따라 정의되어야 하며, 탄생 과정이 밝혀지지 않은 대상을 행성이라고 부르면 안 된다고 비판한다. 만약 이 떠돌이 행성이 항성처럼 가스구름 속에서 단독으로 생성되었다고 가정한다면 행성이라고 부를 수 없다는 것이 이유이다.

## 행성의 형성
원시 행성계 원반은 먼지와 가스가 점점 모여들어 형성되는데 많은 시간이 필요하게 된다. 또한 원시 행성계 원반안에 불안정한 중력이 생기면서 거대 가스 행성이 형성되기도 한다. 초신성이 폭발하면서 원소로 이루어진 성간 매질들이 다시 모여들어 항성들이 형성될 때 성단(star cluster)이 만들어질 정도로 농도가 짙지 않으면 항성 주위에 남은 물질들이 원반 상태로 모여들어 원시 행성계 원반을 형성한다. 행성계 원반은 헬륨 가스, 수소, 먼지로 이루어져 있다.
원시 행성들이 만들어지고 원시 행성들 주변의 성운 가스가 사라지면서 중력에 의해 원시 행성들의 궤도는 타원형이 된다. 이 원시 행성들이 타원형으로 돌면서 서로 부딪치게 된다. 서로 부딪치는 행성은 크기가 커지고 생겨난 것이 태양계 행성들이다.
태양에서부터 멀수록 온도가 낮아 가벼운 가스들이 많이 남아있게 되고 빨리 형성되기 때문에 지름이 길고 밀도가 낮은 목성계 행성들이 먼저 생성된다. 그래서 태양계에서 가장 먼저 만들어진 행성은 목성이다.